# Aziz Alili
Hafiz Aziz Alili (* 29. Mai 1968 in Kumanovo, SR Mazedonien, SFR Jugoslawien) ist Obmann der Islamischen Glaubensgemeinschaft in Zagreb (Kroatien) und Weltmeister im Koran-Rezitieren.

## Leben
Alili begann mit sieben Jahren den Koran auswendig zu lernen, mit neun Jahren und acht Monaten wurde er Hafiz. Er besuchte nach der Grundschule die Gazi-Husrev-Beg-Medresa in Sarajevo. Von 1984 bis 1986 war er Muezzin der Careva-Moschee (bosnisch Careva džamija) und von 1989 bis 1993 Imam der Gazi-Husrev-Beg-Moschee.
Als Koranrezitator nahm er an zahlreichen Welt- und europäischen Wettbewerben teil, so in Saudi-Arabien, dem Iran, Ägypten, der Türkei, Malaysia und in Kroatien. Als erster Koranrezitor vertrat er bei diesen Wettbewerben Bosnien und Herzegowina. Alili nahm auch am internationalen Festival der geistlichen Musik in Marokko teil.
Alili lebt und arbeitet in Zagreb, ist verheiratet und hat vier Kinder.